# Escudo de Viena

Escudo de la ciudad de Viena

Versión simplificada, usada con más frecuencia.

El escudo de la ciudad de Viena tiene su origen en la Edad Media, su uso aparece documentado por vez primera a comienzos del siglo XIII.
La versión actual data de 1925 aunque, al quedar derogada en 1938 (año en que se produjo la invasión de Austria por la Alemania nazi), fue recuperada de nuevo en 1945. Su diseño es prácticamente idéntico al escudo que figuró en el sello de la ciudad a mediados del siglo XIV.
Su descripción heráldica es la siguiente:

En un campo de gules, una cruz de plata perfilada de lo mismo, acola un águila exployada de sable, picada y membrada de de oro.

Los primeros sellos de la ciudad ya contaban con el águila como elemento central. Lo más probable es que fuese adoptada de la heráldica de los duques de Austria, pertenecientes a la Dinastía Babenberg que reinó antes de la Casa de Habsburgo. 
El significado original de la cruz, que se incorporó al escudo con posterioridad al águila, no ha podido determinarse y apareció en monedas acuñadas durante la segunda mitad del siglo XIII. Según una hipótesis formulada por algunos autores inicialmente pudo tratarse de una alusión a las Cruzadas, ya que algunos habitantes de la ciudad participaron en ellas. 

El escudo continua figurando en el sello actual de la capital federal de Austria junto a su nombre en alemán, “Wien”. Existe una versión simplificada, en la que no figura el águila heráldica, que se utiliza con más frecuencia.

## Evolución

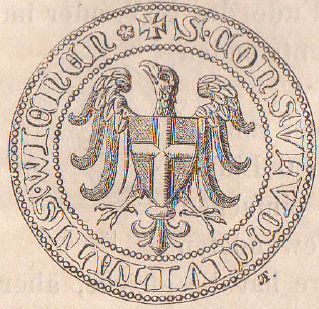
Sello de Viena (1346)

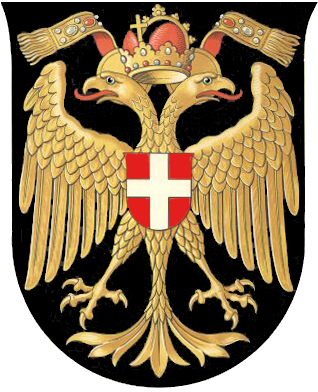
Escudo de Viena (1461-1925 y 1934-1938)

El primer sello de la ciudad de Viena del que se tiene noticia figura en un documento que fue aprobado en 1228. Sin embargo, el ejemplar conservado no es el original, se trata de una copia con una fecha indeterminada, por lo que no se ha podido confirmar que ya se utilizara en aquel año. Sí se ha conservado un documento original algo posterior, fechado en 1239, con el primer sello de la ciudad.
El escudo con la cruz apareció a finales del siglo XIII en algunas monedas pero tardó en incorporarse al sello de la ciudad. En una moneda de 1278 aparecen representados cuatro escudos de pequeño tamaño, dos de ellos con la cruz. En la actualidad se piensa que este símbolo pudo representar las Cruzadas o la religión cristiana.
En 1327 apareció el primer sello en el que se mostraban el águila y el escudo de la cruz. Esta composición continuó figurando en el sello durante todo el siglo XIV. En 1395 se fijaron los esmaltes (colores) del campo del escudo (de gules) y de la cruz (de plata). Se introdujeron algunas variantes de poca importancia, relacionadas con el diseño, por lo que se mantuvo el esquema adoptado en 1327.
Desde 1360 hasta el siglo XVII, la ciudad de Viena contó con otro sello en el que se incluía la heráldica del Ducado de Austria, probablemente para indicar que se trataba de un feudo de los duques de Austria.
En 1461 el emperador Federico III concedió a la ciudad de Viena el privilegio de utilizar en su escudo de armas el águila bicéfala, símbolo del Sacro Imperio, junto a la corona imperial pero no se hizo mención alguna al escudo de la cruz que había figurado sobre el pecho del águila en los últimos sellos. En 1463, durante un conflicto sucesorio, el emperador perdió el apoyo de Viena por lo que decidió retirarle el privilegio que le había concedido. Dos años después, recuperado el favor imperial, se volvieron a incorporar el águila bicéfala y la corona imperial aunque no se tiene constancia de una segunda concesión. 

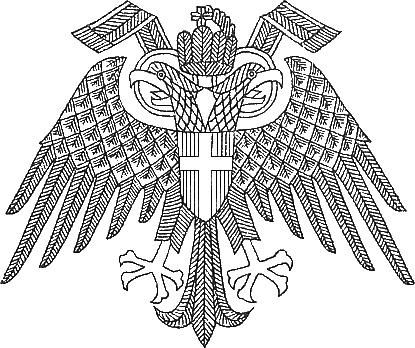
Escudo de Viena (1938-1945)

Hasta el siglo XX Viena continuó usando el escudo de 1461 sin introducir en él cambios importantes. Como sucede actualmente se usó con mucha frecuencia una versión simplificada sin el águila. 

El 11 de noviembre de 1918 se proclamó la República de Austria Alemana después del desmembramiento del Imperio austrohúngaro y fueron abolidas las armas imperiales con el águila bicéfala. Las autoridades vienesas mantuvieron el águila bicéfala y la antigua corona imperial en el escudo hasta el mes de febrero de 1925, cuando se acordó utilizar únicamente el escudo de gules con la cruz de plata. En una disposición adicional se decidió que podría incorporarse un águila monocéfala, como sucedía antes del privilegio de Federico III.

Sello actual de la ciudad de Viena.

 En 1934 se aprobó una nueva ley que reguló los símbolos de la ciudad de Viena, en ella se estableció el uso de dos versiones para el escudo, una simplificada sin el águila y otra, más elaborada en la que se recuperó la figura del águila bicéfala y la antigua corona imperial. En 1938, año de la ocupación alemana de Austria, se abolió la versión abreviada, considerándose como único modelo oficial el escudo con el águila y la corona imperial del desaparecido Sacro Imperio Romano. 
En 1945, finalizada la ocupación alemana, se volvió a utilizar el escudo de la cruz. También se ha recuperado la versión con figura del águila monocéfala pero su uso es muy ocasional. Esta versión figura en el sello actual de la ciudad que es prácticamente idéntico al de 1327.
|                                              |                                    |                                                             |                                    |
| Primer sello de la ciudad de Viena (ca.1240) | Sello de la ciudad de Viena (1395) | Sello de la ciudad de Viena Con el escudo de Austria (1365) | Sello de la ciudad de Viena (1465) |